# Офер (Колорадо)
Офер (енгл. Ophir) град је у америчкој савезној држави Колорадо.

## Демографија
По попису из 2010. године број становника је 159, што је 46 (40,7%) становника више него 2000. године.
| Група             | 2000.       | 2010.       |
| Белци             | 107 (94,7%) | 152 (95,6%) |
| Афроамериканци    | 0 (0,0%)    | 0 (0,0%)    |
| Азијати           | 0 (0,0%)    | 1 (0,6%)    |
| Хиспаноамериканци | 3 (2,7%)    | 6 (3,8%)    |
| Укупно            | 113         | 159         |